# Григітлива
Григітли́ва — заповідне урочище, яке знаходиться в Українських Карпатах. Розташоване на території Перегінської селищної громади Калуського району Івано-Франківської області, на південний захід від села Осмолода.
Площа — 20 га, статус отриманий у 1988 році. Перебуває у віданні ДП «Осмолодський лісгосп» (Менчильське лісництво, квартал 17, виділ 11).